# Luz de Gas
Luz de Gas és una discoteca situada al carrer de Muntaner, 246 de Barcelona, on abans hi havia el cabaret Belle Époque.

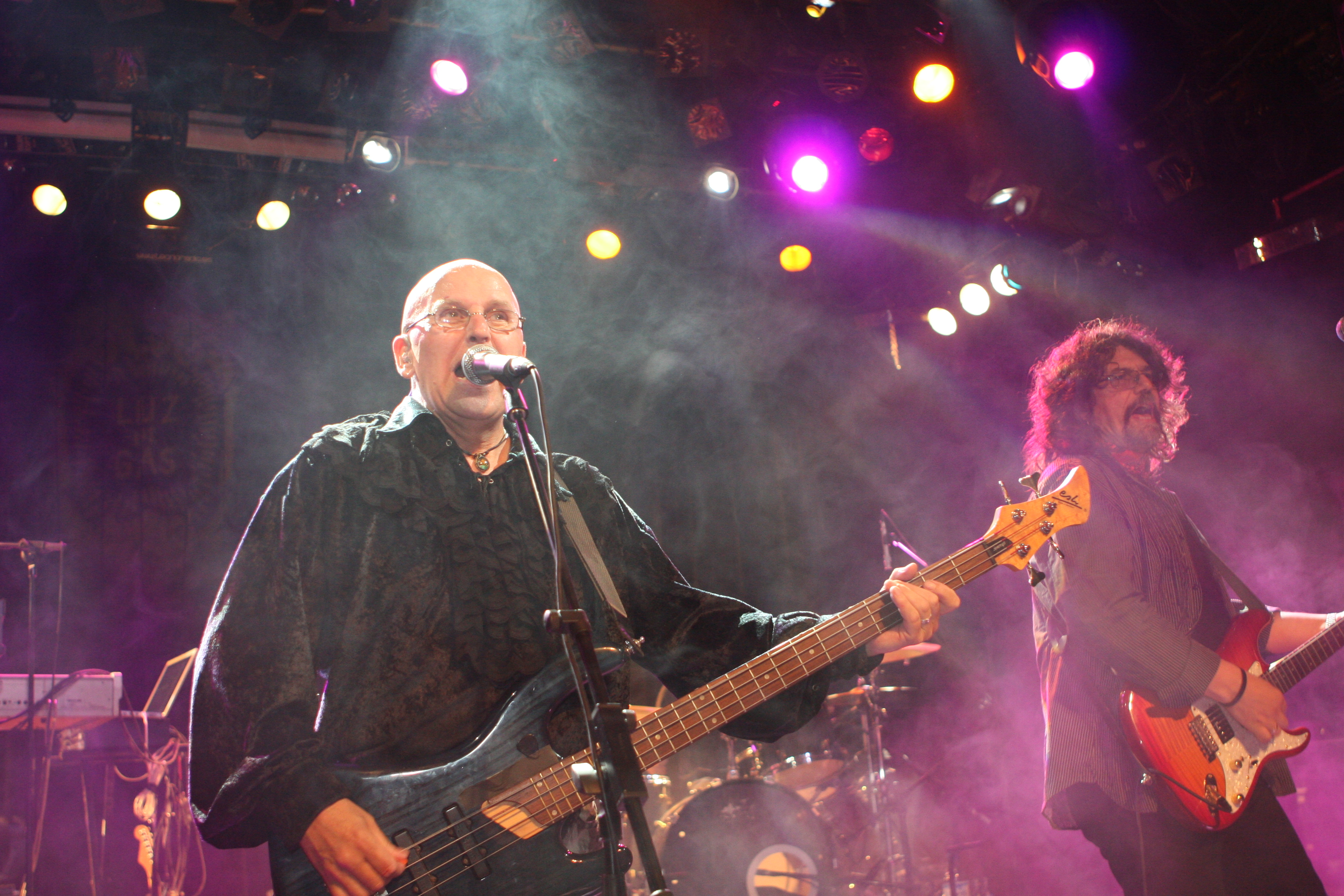
Electric Light Orchestra el 21 de febrer del 2006

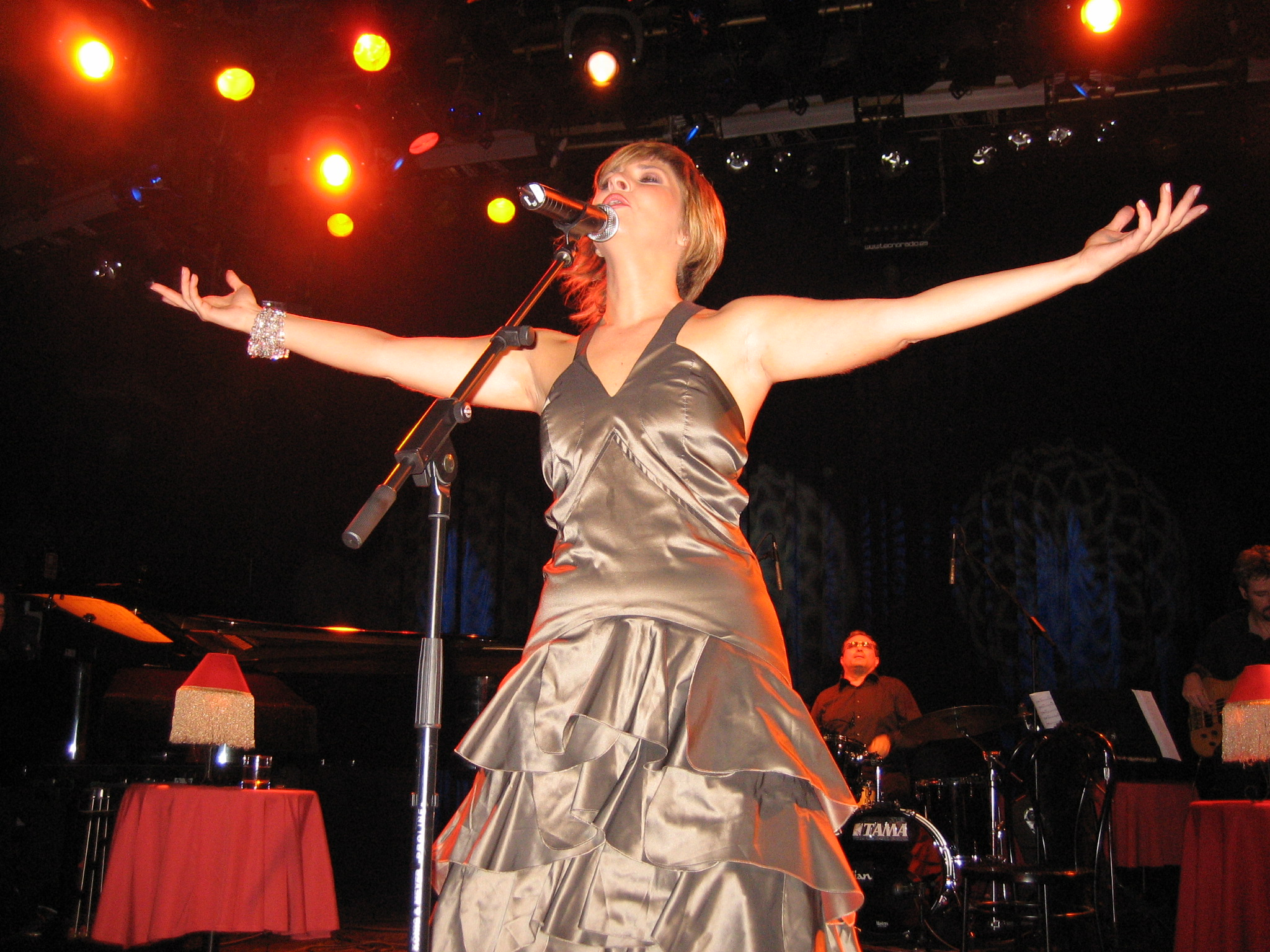
Pasión Vega

La sala fa actuacions totes les nits: ja siguin musicals, de teatre, monòlegs, actuacions humorístiques, de màgia i d'altres, i hi han actuat, entre d'altres: Jarabe de Palo, Alan Parsons Project, Ana Belén, Simple Minds, The Corrs, Steve Winwood, Antonio Orozco, Carlos Núñez, Eugenio, Celtas Cortos, Pasión Vega, Paul Carrack, Estopa, Noa, Manu Guix, Monica Green, Electric Light Orchestra, Cómplices, Duncan Dhu, Earth, Wind & Fire, Efecto Mariposa, Gerard Quintana, Feliu Ventura, Maria del Mar Bonet, Gran Wyoming, Joan Manuel Serrat, Jorge Drexler, Juanes, Josep Carreras, KC & The Sunshine Band, Kool & The Gang, Level 42, Lisa Stansfield, Los Secretos, Lucrecia, M-Clan, Malú, Manel Fuentes, Manolo García, Quimi Portet, Manolo Tena, Mag Lari, Mariano Mariano, Mikel Erentxun, Noa, Nek, Nina, Pastora Soler, Paul Potts, Pep Sala, Tam Tam Go!, Xavier Deltell.

## Història
Va obrir al públic amb l'actuació de Luz Casal el 26 de setembre de 1995 i amb Marc Muñoz com a discjòquei. El setembre del 2015 va celebrar el seu 20è aniversari amb un concert especial d'Estopa.